# کینی جانکشن (آریزونا)
کینی جانکشن (به انگلیسی: Kinney Junction) یک منطقهٔ مسکونی در ایالات متحده آمریکا است که در آریزونا واقع شده‌است. کینی جانکشن ۲٬۳۵۵ متر بالاتر از سطح دریا واقع شده‌است.